# Albin Crépu
Pour les articles homonymes, voir Crépu.
Albin Crépu (Grenoble, 15 juin 1799 - Grenoble, 18 février 1859) est un médecin grenoblois. Il est le frère d'Alexandre Crépu (1796 - 1862), journaliste et homme politique. 
Il est l'introducteur de l'homéopathie à Grenoble.
De 1825 à 1847, il occupe le poste de conservateur du Cabinet d'histoire naturelle de Grenoble, ancêtre du Muséum d'histoire naturelle de Grenoble. Il en est évincé au profit de Louis Hippolyte Bouteille, peut-être pour des raisons politiques : il est en effet connu pour ses opinions fouriéristes. Il fait partie de l'important groupe de phalanstériens de Grenoble et participe en 1850 au projet de fondation d'un restaurant sociétaire destiné aux plus démunis.
Il repose au cimetière Saint-Roch de Grenoble.

## Œuvres
- Essai sur l'air atmosphérique, considéré seulement dans quelques-uns de ses rapports avec l'organisation humaine. Thèse de médecine, Montpellier, 1832.
- Dialogue entre un docteur homoeopathe et un allopathe [sic]. 19 p. Imprimerie de Cosson, Paris, 1840.

## Sources
- Jean Maitron (dir.) Dictionnaire biographique du mouvement ouvrier français, tome 1 (1789-1864. De A à Cz).
- Anne Lhuissier. Le restaurant sociétaire de Grenoble sous la Seconde République. De l'initiative politique à l'institution réformatrice. Revue d'histoire du XIXe siècle, 2003-26-27.
- F. Rude & al. La révolution de 1848 dans le département de l'Isère. Imprimerie Allier, Grenoble, 1949.
- Joëlle Rochas. Les origines scientifiques du Muséum d'histoire naturelle de Grenoble (1773-1855). Édité par le Muséum de Grenoble.